# NGC 4484
NGC 4484 is een spiraalvormig sterrenstelsel in het sterrenbeeld Maagd. Het hemelobject werd op 9 maart 1828 ontdekt door de Britse astronoom John Herschel.

## Synoniemen
- MCG -2-32-13
- IRAS 12262-1122
- PGC 41087